# Penagos
Penagos é um município da Espanha na comarca de Santander, província e comunidade autónoma da Cantábria. Tem 31,7 km² de área e em 2021 tinha 2 168 habitantes (densidade: 68,4 hab./km²).

## Demografia
| Variação demográfica do município entre 1991 e 2004 [carece de fontes?] | Variação demográfica do município entre 1991 e 2004 [carece de fontes?] | Variação demográfica do município entre 1991 e 2004 [carece de fontes?] | Variação demográfica do município entre 1991 e 2004 [carece de fontes?] |
| ----------------------------------------------------------------------- | ----------------------------------------------------------------------- | ----------------------------------------------------------------------- | ----------------------------------------------------------------------- |
| 1991                                                                    | 1996                                                                    | 2001                                                                    | 2004                                                                    |
| 1823                                                                    | 1696                                                                    | 1703                                                                    | 1707                                                                    |